# Andrej Radziuk
Andrej Anatoljewicz Radziuk (biał. Андрэй Анатольевіч Радзюк; ur. 23 marca 1990 w Mińsku) – białoruski siatkarz, grający na pozycji przyjmującego, reprezentant Białorusi. Od sezonu 2019/2020 występuje w drużynie Szachcior Soligorsk.

## Sukcesy klubowe
Mistrzostwo Białorusi:
- 2010, 2011, 2012, 2013, 2014, 2018, 2020, 2021
- 2017
- 2009

Puchar Białorusi:
- 2009, 2010, 2012, 2013, 2019, 2020

Mistrzostwo Kazachstanu:
- 2015

Superpuchar Białorusi:
- 2019, 2020

## Sukcesy reprezentacyjne
Liga Europejska:
- 2019

## Nagrody indywidualne
- 2014: MVP białoruskiej Wyższej ligi w sezonie 2013/2014